# Редуан Жиєд
Редуан Жиєд (араб. رضوان_جيد, нар. 9 квітня 1979) — марокканський футбольний арбітр. Арбітр ФІФА з 2009 року.

## Кар'єра
З сезону 2002/03 судив матчі вищого дивізіону Марокко. 9 червня 2012 року він провів свій перший міжнародний матч, у якому збірна Кабо-Верде програла Тунісу 1:2, а Жиєд чотири рази показав жовту картку.

## Міжнародні турніри
Він судив у таких великих міжнародних турнірах:
- Панарабські ігри 2011 року в Досі, Катар
- Кубок арабських націй 2012 в Марокко
- Юнацький чемпіонат Африки до 17 років у Марокко
- Кваліфікація КАФ на чемпіонат світу 2014 року
- Чемпіонат африканських націй 2014 в ПАР
- Молодіжний (U-20) чемпіонат Африки 2015 в Сенегалі
- Молодіжний (U-23) Кубок Африки 2015 в Сенегалі
- Кубок африканських націй 2017 у Габоні[3]
- Кваліфікація КАФ на чемпіонат світу 2018 року
- Кубок африканських націй 2019 в Єгипті
- Юнацький чемпіонат світу 2019
- Клубний чемпіонат світу з футболу 2020 у Катарі (VAR)
- Чемпіонат світу з футболу 2022 у Катарі (VAR)